# Miguel Osório de Almeida
Miguel Osório de Almeida  (Rio de Janeiro, 1 de agosto de 1890 — Rio de Janeiro, 2 de dezembro de 1953) foi um médico neurologista e cientista brasileiro.
Foi eleito membro da Academia Nacional de Medicina em 1927, sucedendo Carlos Pinto Seidl na Cadeira 17, patrono desta cadeira.
Ocupou a cátedra de fisiologia da Escola de Agricultura e Veterinária e a chefia do Instituto Oswaldo Cruz. Foi reitor da Universidade do Rio de Janeiro, membro da Academia Brasileira de Letras e autor de notáveis estudos sobre a fisiologia do sistema nervoso, pelo que recebeu o Prêmio Einstein concedido pela Academia Brasileira de Ciências e o Prêmio Sicard, concedido pela Academia de Medicina de Paris.

## Obras
- A Vulgarização do Saber
- Almas sem Abrigo
- Tratado de Fisiologia
- Ensaio, Críticas e Perfis